# 林岳北站
林岳北站是南海有軌電車1号线的車站，位於中国廣東省佛山市南海區泰山路岗北路口北侧的地面。
本站至三山新城南站相距只有510米，是南海有轨电车1号线相距最近的兩個車站，車程僅需1分鐘。

## 车站结构

### 车站楼层
本站共有兩層。地上二层為车站站厅、出入口；地面为站台，周边为泰山路、岗北路、富罗恩斯广场及其它住宅或建築。
| 地上二层 | 站厅     | 售票機、客服中心、警务室、安检设施          |          |          |
| 地面     | 侧式站台 | 侧式站台                                    | 侧式站台 | 侧式站台 |
|          | 1 站台   | █南海有轨1号线 𧒽崗方向（下站：三山新城南） |          |          |
|          | 2 站台   | █南海有轨1号线 林岳东方向（下站：林岳西）   |          |          |
|          | 侧式站台 |                                             |          |          |

### 站台
本站设有两个侧式站台，位于泰山路的地面。

### 路轨
本站北侧设有一条单渡线。

### 出入口
本站设有4个出入口供乘客进出。
|                           |                           |      |          |                  |
| 編號                      | 无障碍设施                | 图片 | 出口指示 | 建議前往的目的地 |
| A                         | 升降机标志 · 扶手电梯标志 |      | 岗北路   | 林岳北公交站     |
| B                         | 升降机标志                |      | 岗北路   |                  |
| C                         | 升降机标志                |      | 岗北路   |                  |
| D                         | 升降机标志 · 扶手电梯标志 |      | 岗北路   | 林岳北公交站     |
| 註： 設有 \| 設有扶手電梯 |                           |      |          |                  |

## 接驳交通
本站附近设有林岳北公交站。
| 公交（林岳北站） \| 编号 \| 编号 \| 线路 \| 线路 \| 线路 \| 收费 \| 备注 \| \| ---- \| ---- \| ------------ \| ---- \| -------- \| ---- \| -------------------- \| \| \| 桂21 \| 平洲江滨公园 \| ⇆ \| 林岳市场 \| 2元 \| 部分班次绕经文翰中学 \| |      |              |      |          |      |                      |
| 编号 | 编号 | 线路         | 线路 | 线路     | 收费 | 备注                 |
| | 桂21 | 平洲江滨公园 | ⇆    | 林岳市场 | 2元  | 部分班次绕经文翰中学 |

## 历史
本站在规划和施工期间均称为林岳北站，命名来源于车站位于林岳村以北，并在南海有轨电车1号线开通前夕确认作为正式站名。
本站曾计划作为首通段终点站，但其后因配合三山新城南站和三山新城北站之间增设文翰湖公园站，而推迟为后通段车站。首通段亦从本站缩短至三山新城北站。2022年11月29日，本站随南海有轨电车1号线后通段的开通而启用。